# Sibiel, Sibiu
Sibiel (în germană Budenbach, Biddenbach, în maghiară Szibiel) este o localitate componentă a orașului Săliște din județul Sibiu, Transilvania, România. Începând cu data de 16 iulie 1973. satul Sibiel, alături de alte 13 localități, se declara, experimental, sat de interes turistic denumit "sat turistic".

## Turism
În anul 2006, satul avea în medie 500 de turiști pe an.
A câștigat cea mai importantă distincție ce se acordă în turismul mondial (Golden Apple).

## Obiective turistice și monumente istorice
- Muzeul de icoane pe sticlă Pr. Zosim Oancea - cuprinde cea mai mare colecție de icoane pe sticlă din Ardeal (sec. XVIII-XIX).
- Biserica "Sfânta Treime” (sec.XVIII), cu un valoros decor pictat, posedă o importantă colectie de icoane pe sticlă și lemn.
- Aici a existat o Mănăstire (azi rezervatie arheologică), datând din sec.XIV, distrusă în 1786.
- Monumentul Eroilor Români.Relicvă a spiritului de jertfă, crucea din lemn cu incizii ornamentale ridicată în amintirea eroilor căzuți în războiul de independență, este situată în curtea bisericii din sat. A fost dezvelită în anul 1877 și restaurată în anul 1960. Cu o înălțime de 2 m, monumentul a străjuit în fața vechii clădiri cu numele „Pomana“, situată în nordul bisericii din localitate. Clădirea nu mai există în prezent.

## Personalități
- Andrei Oțetea, istoric, academician.
- Moise Măcinic, unul din preoții contestatari ai unirii Mitropoliei Bălgradului (Albei Iulii) cu Biserica Română Unită cu Roma la mijlocul secolului al XVIII-lea.
- Nicolae Petra, scriitor
- Gheorghe Hența (1873 - 1951), delegat în Marea Adunare Națională de la Alba Iulia 1918

## Imagini

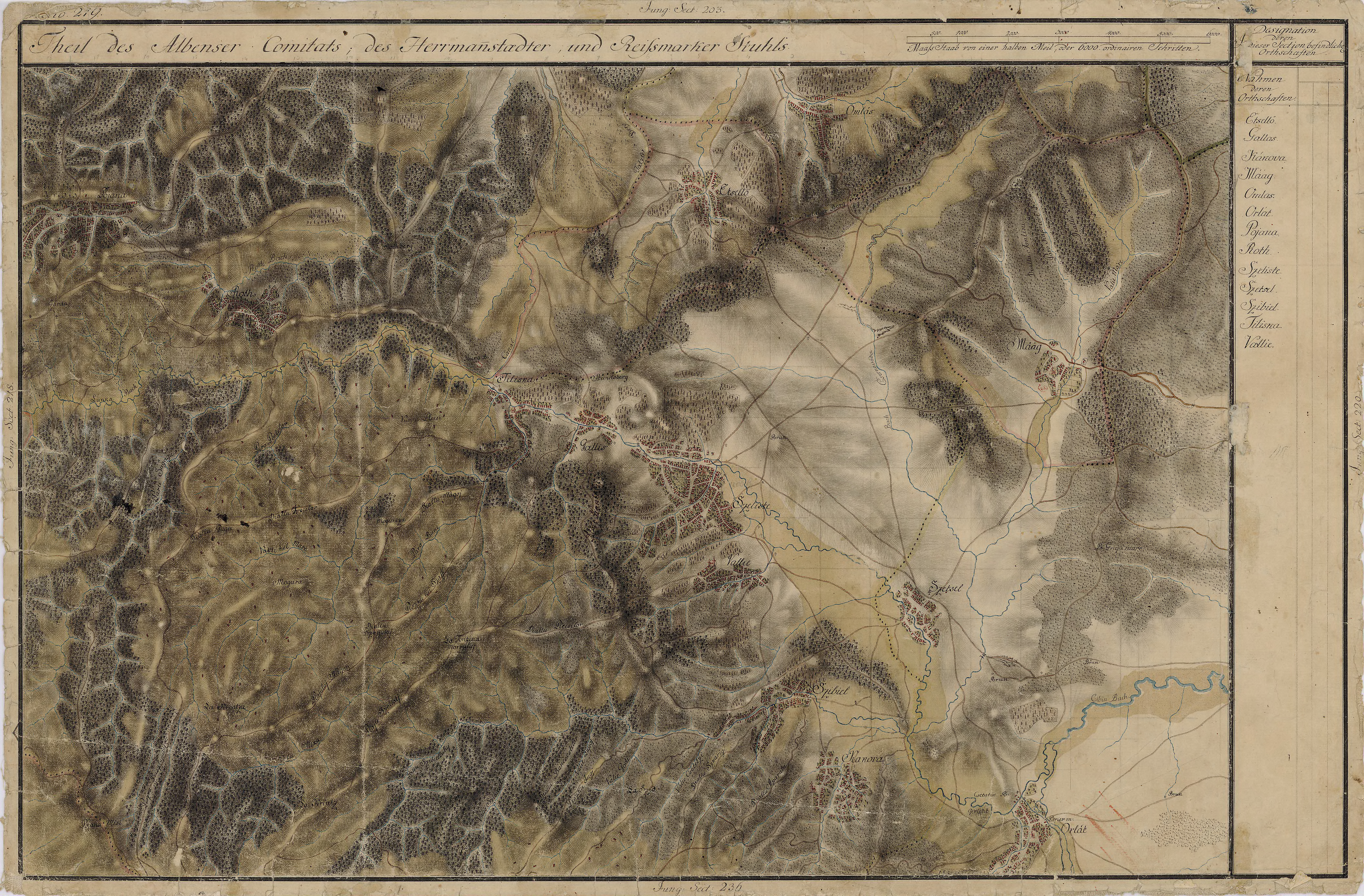
Sibiel în Harta Iosefină a Transilvaniei, 1769-1773
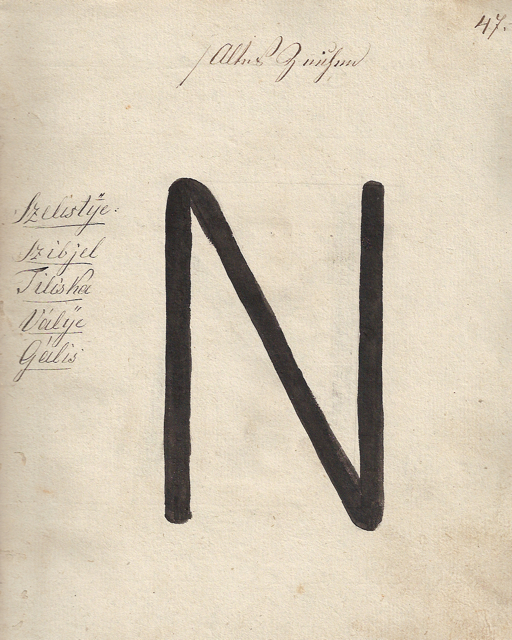
1826 - Danga pentru vitele din Sibiel(vechi)
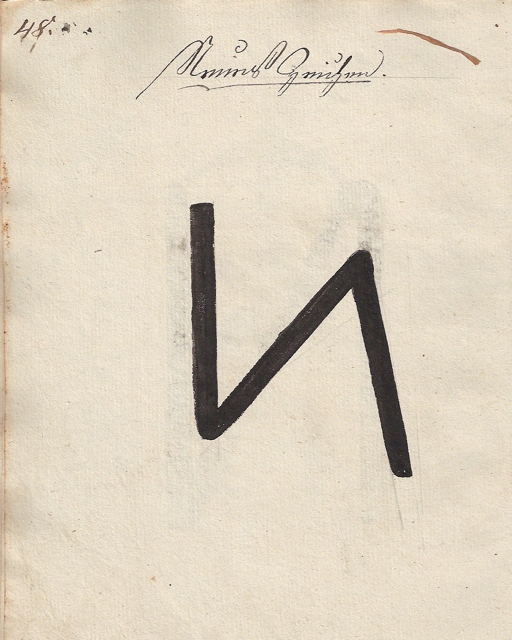
1826 - Danga pentru vitele din Sibiel(nou)
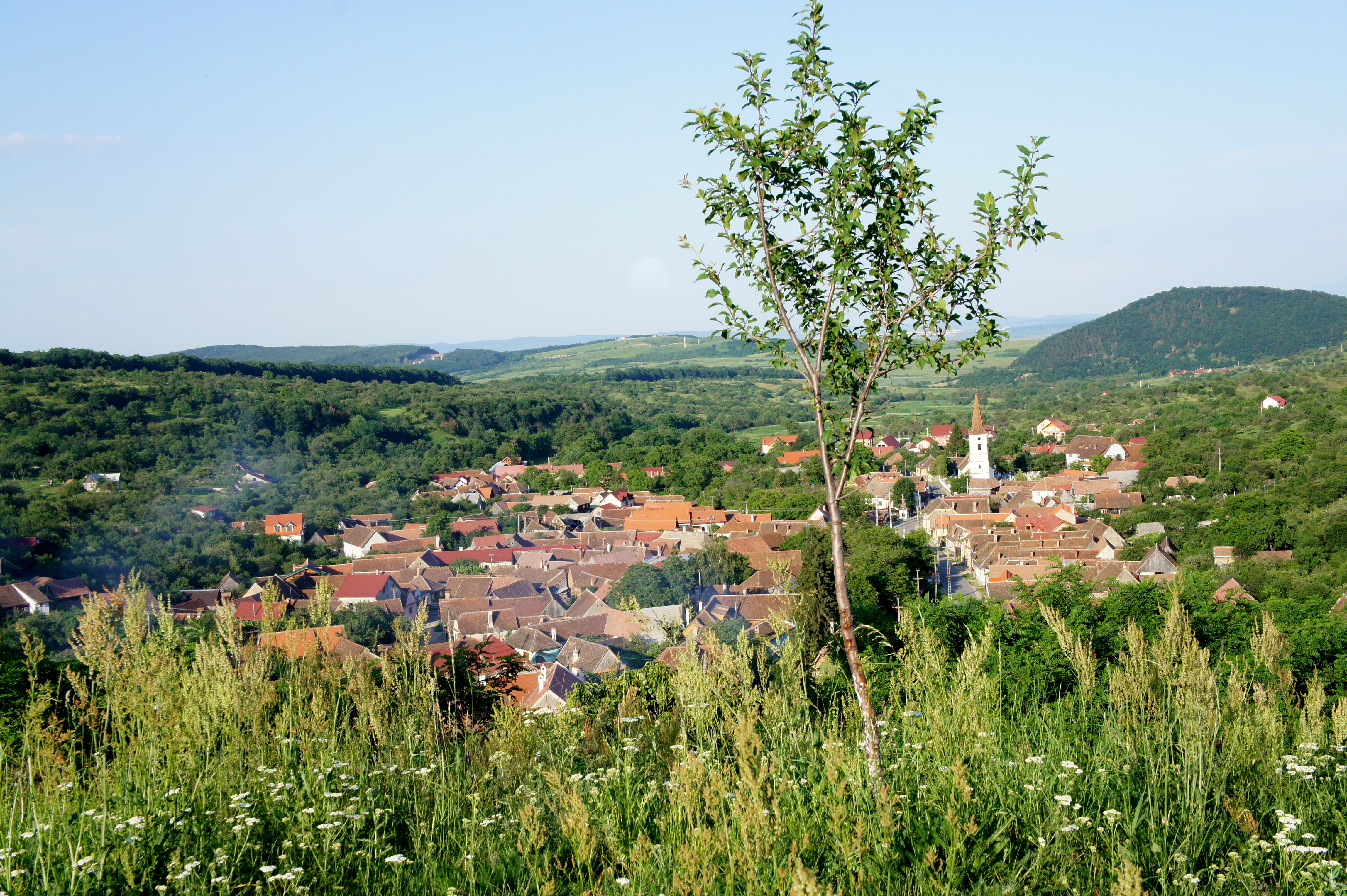
Sibiel
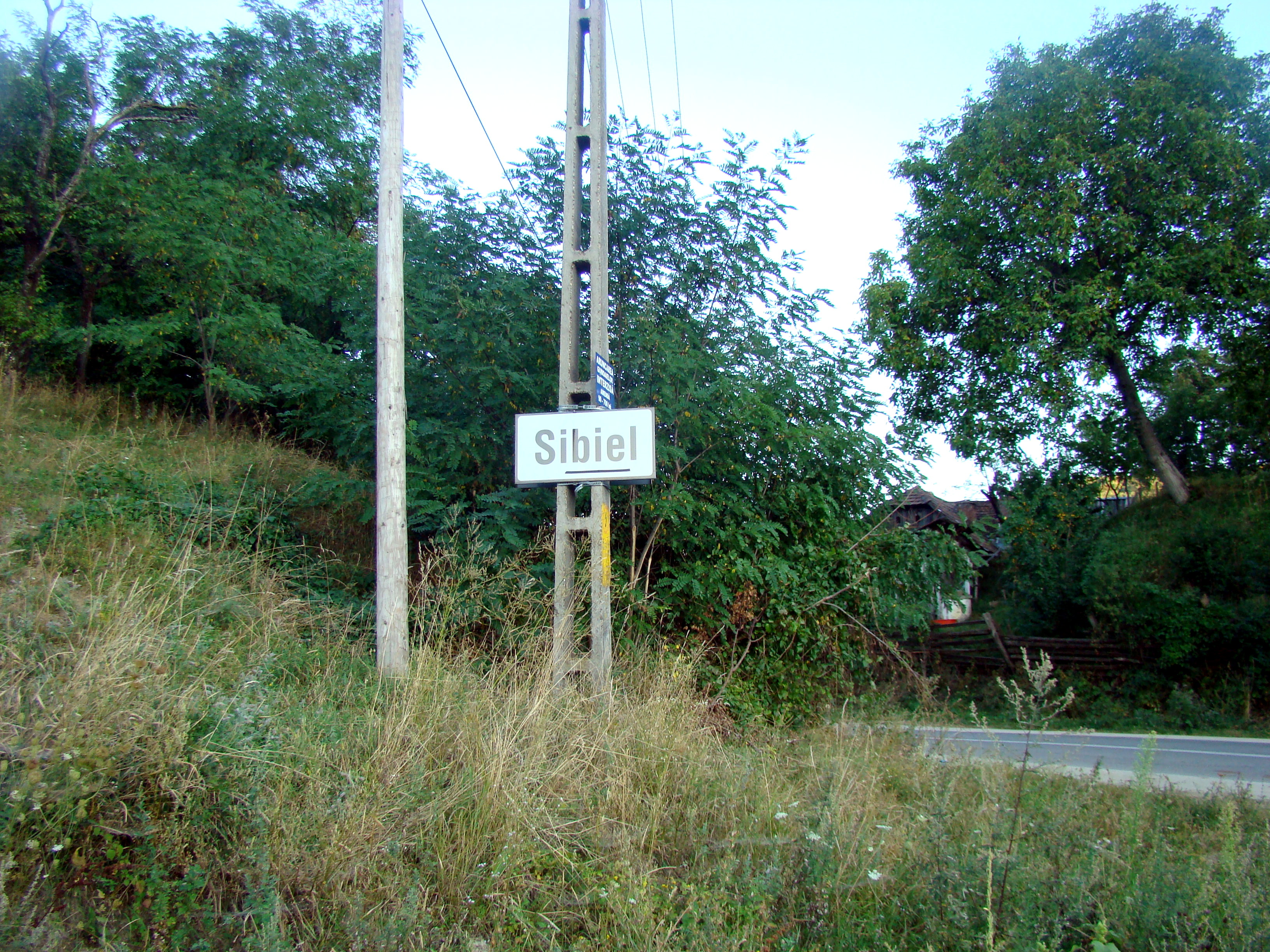
Intrarea în localitate
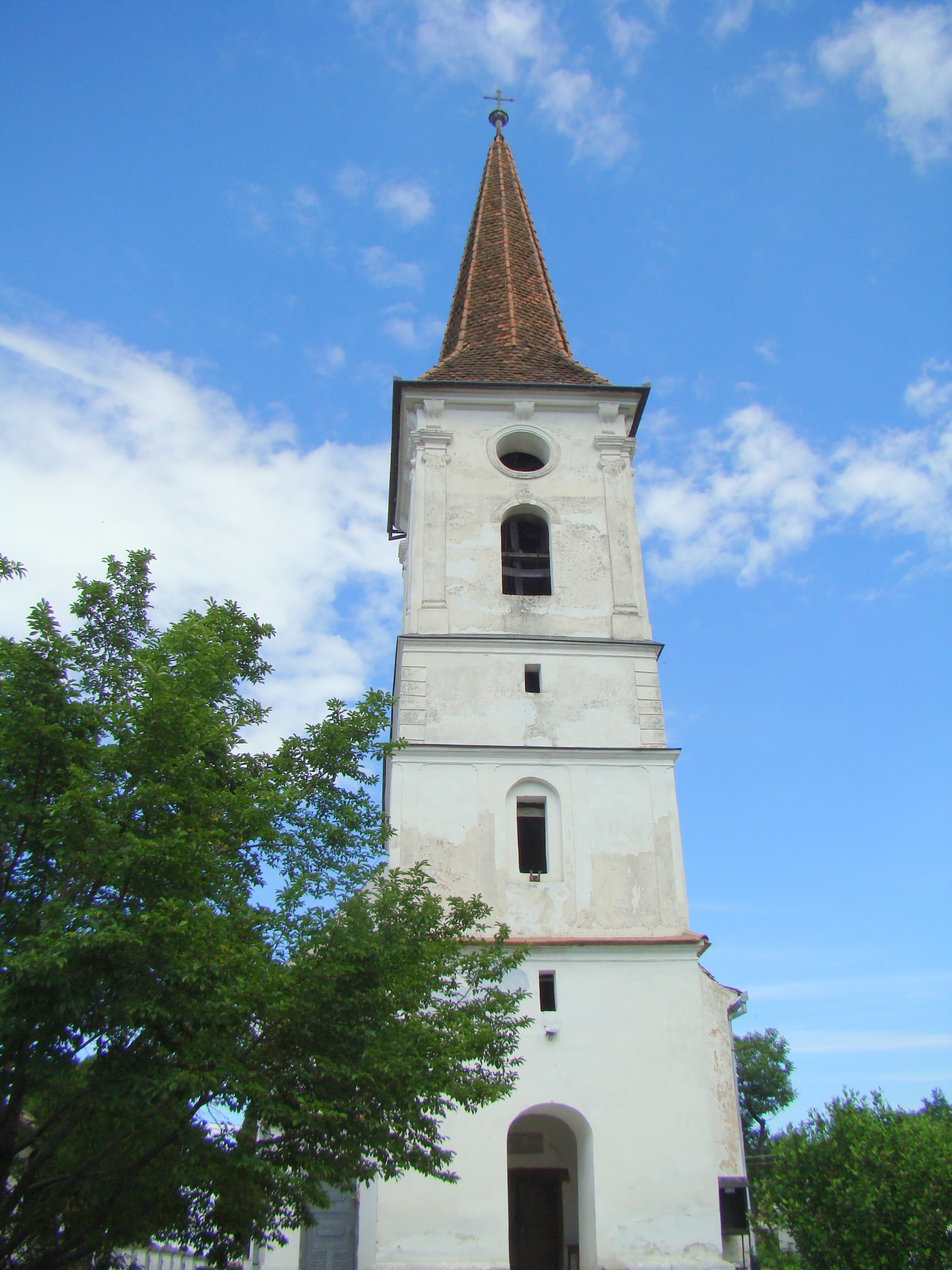
Biserica Sfânta Treime
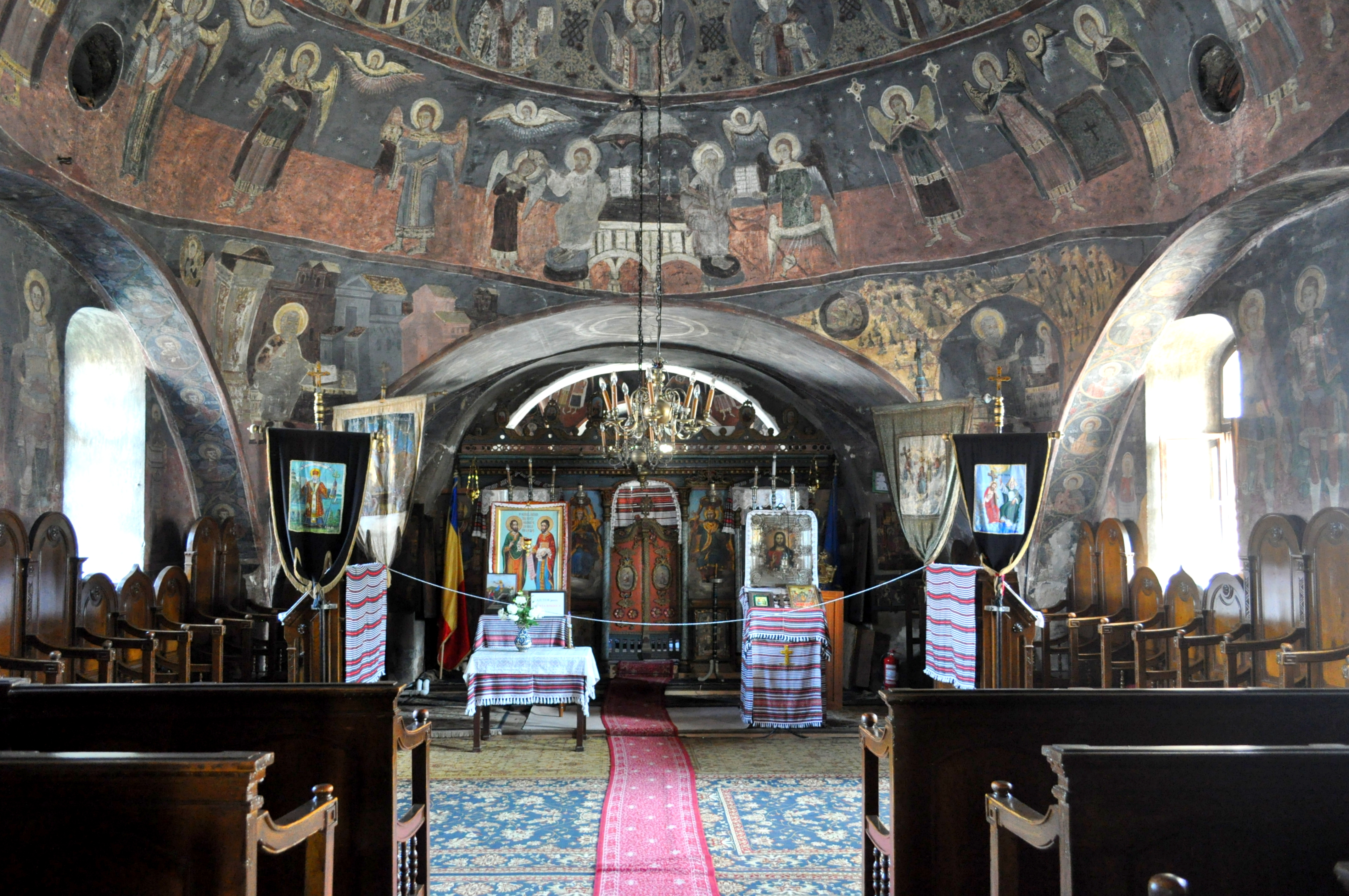
Biserica Sfânta Treime
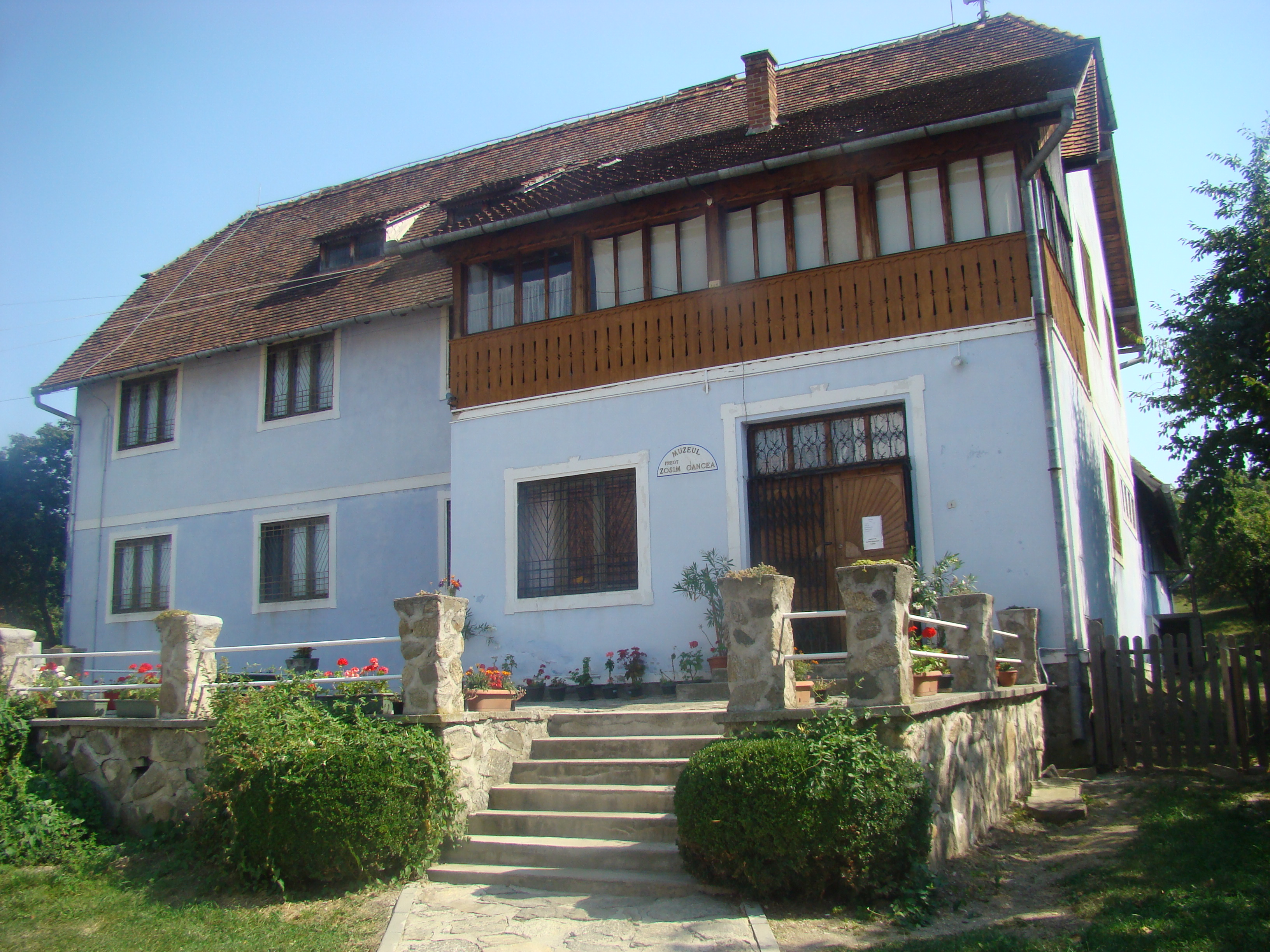
Muzeul de icoane pe sticlă Pr. Zosim Oancea
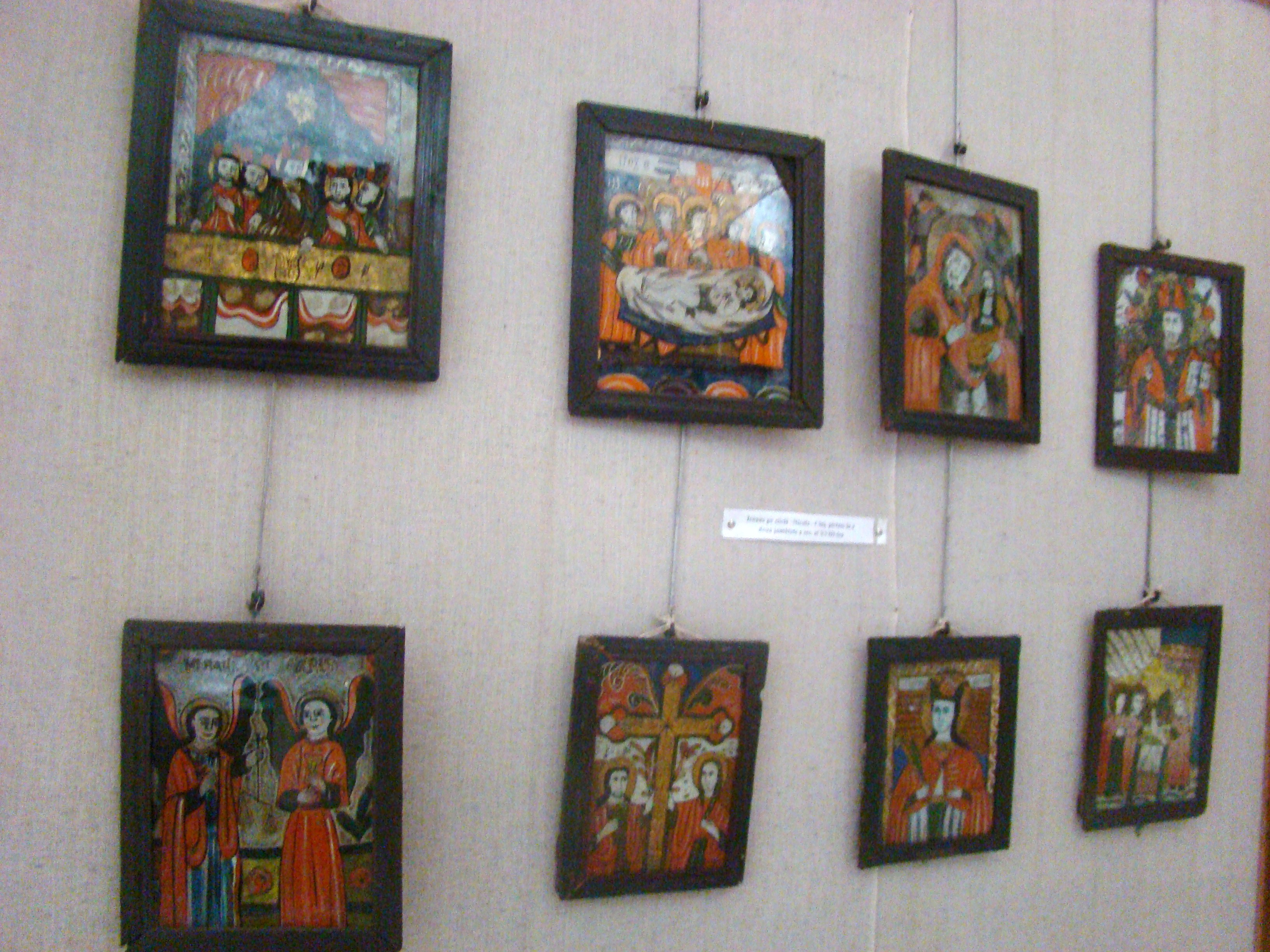
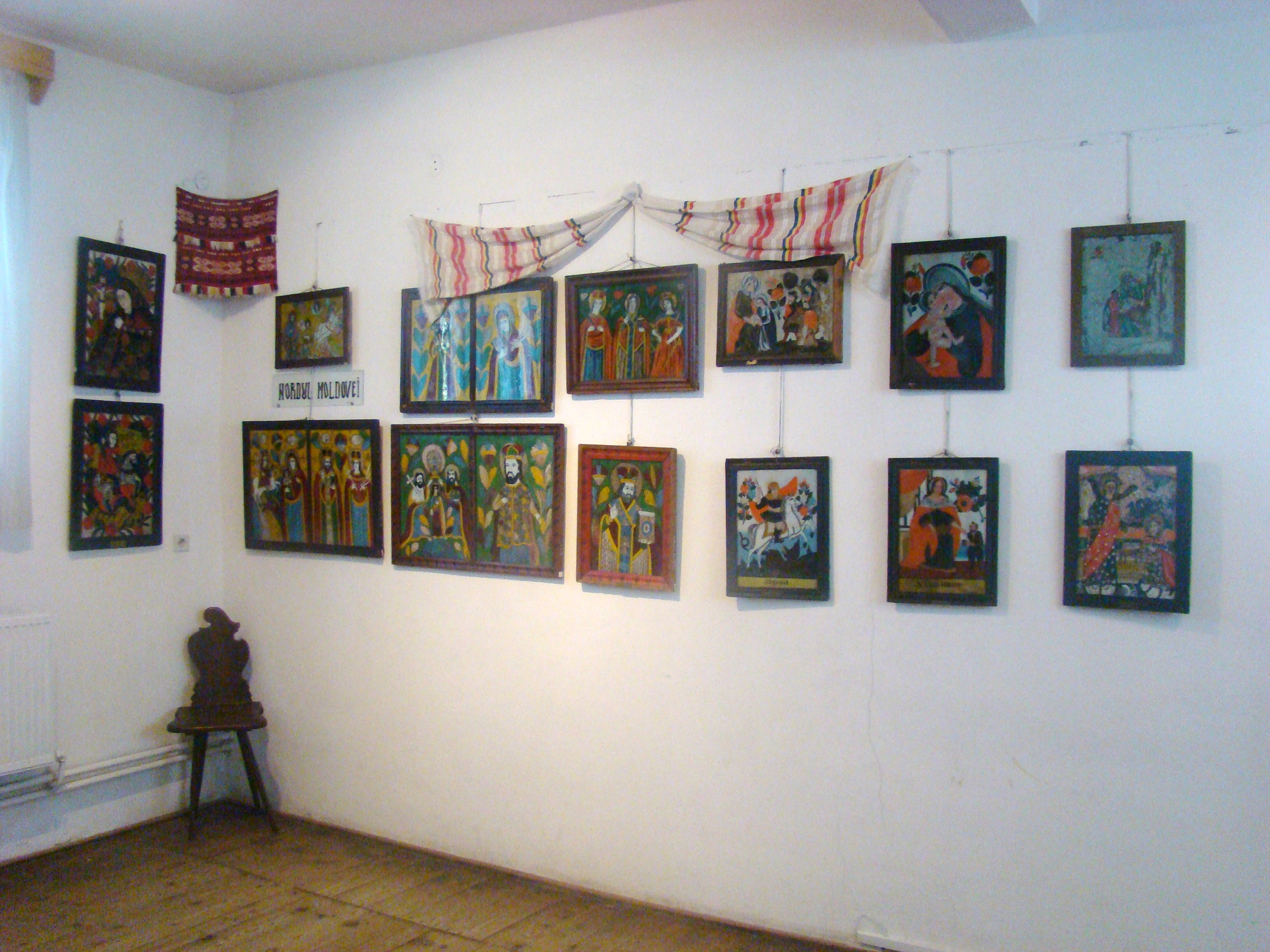
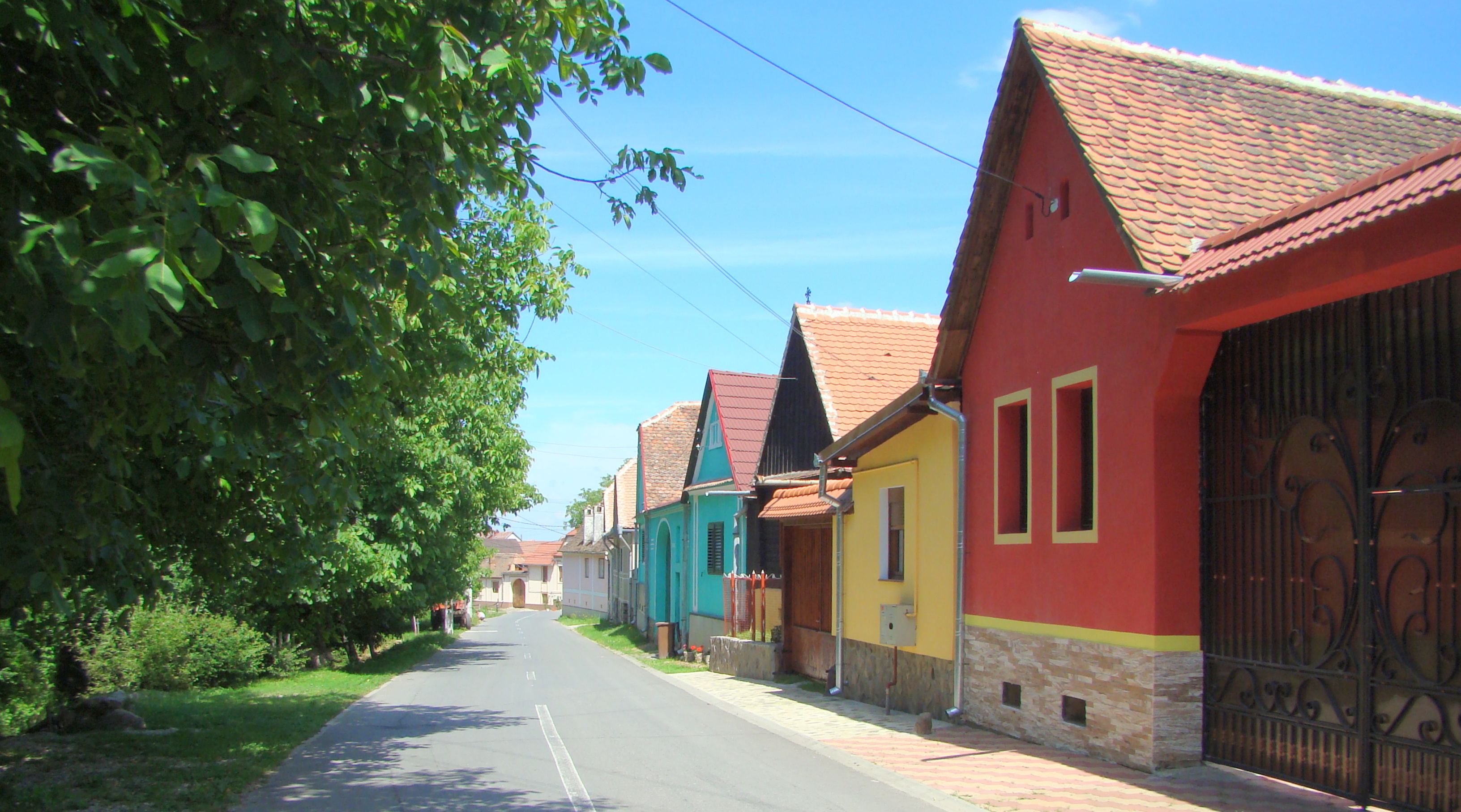
Situl rural Sibiel (monument istoric)
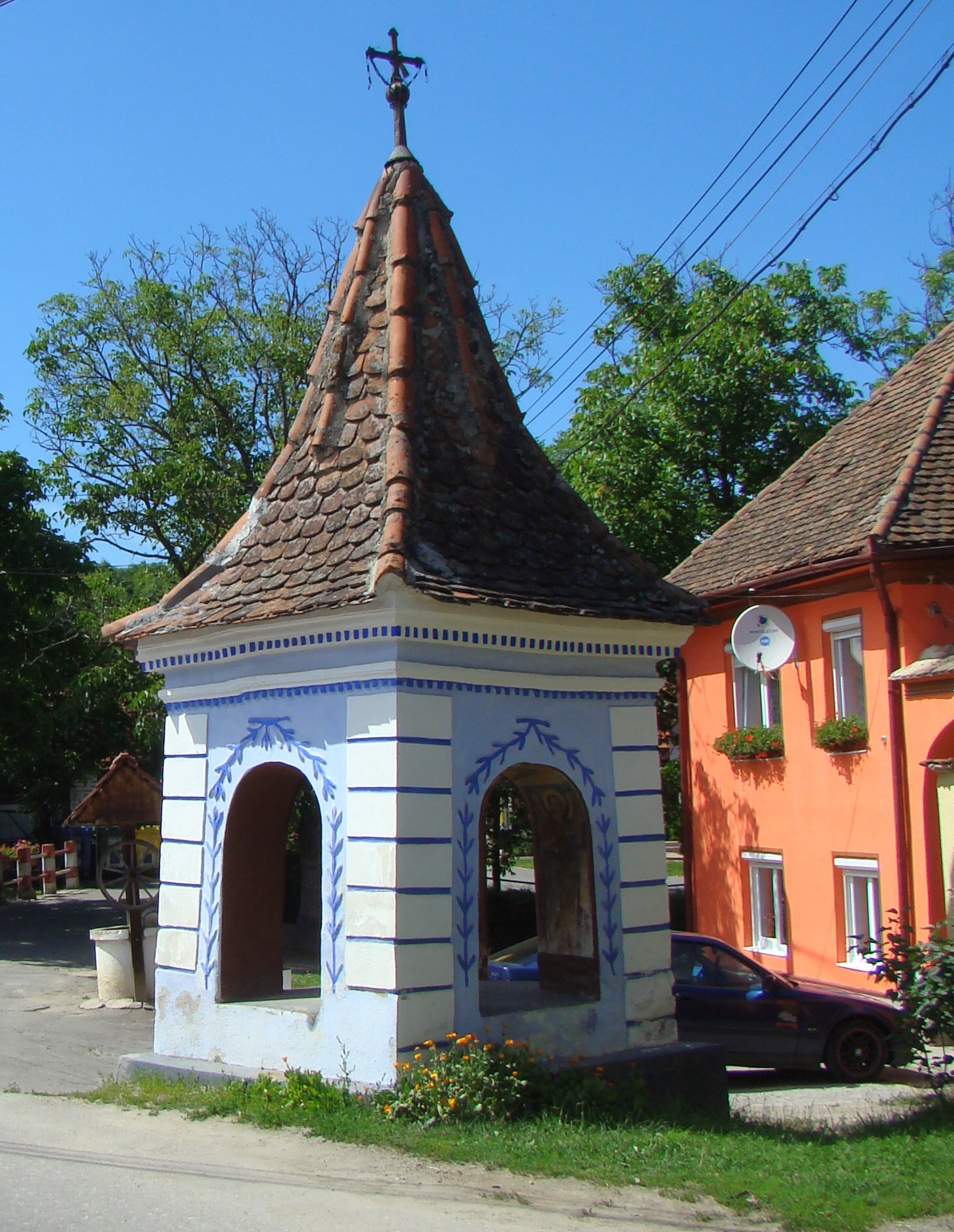
Troiţă din Sibiel (monument istoric)
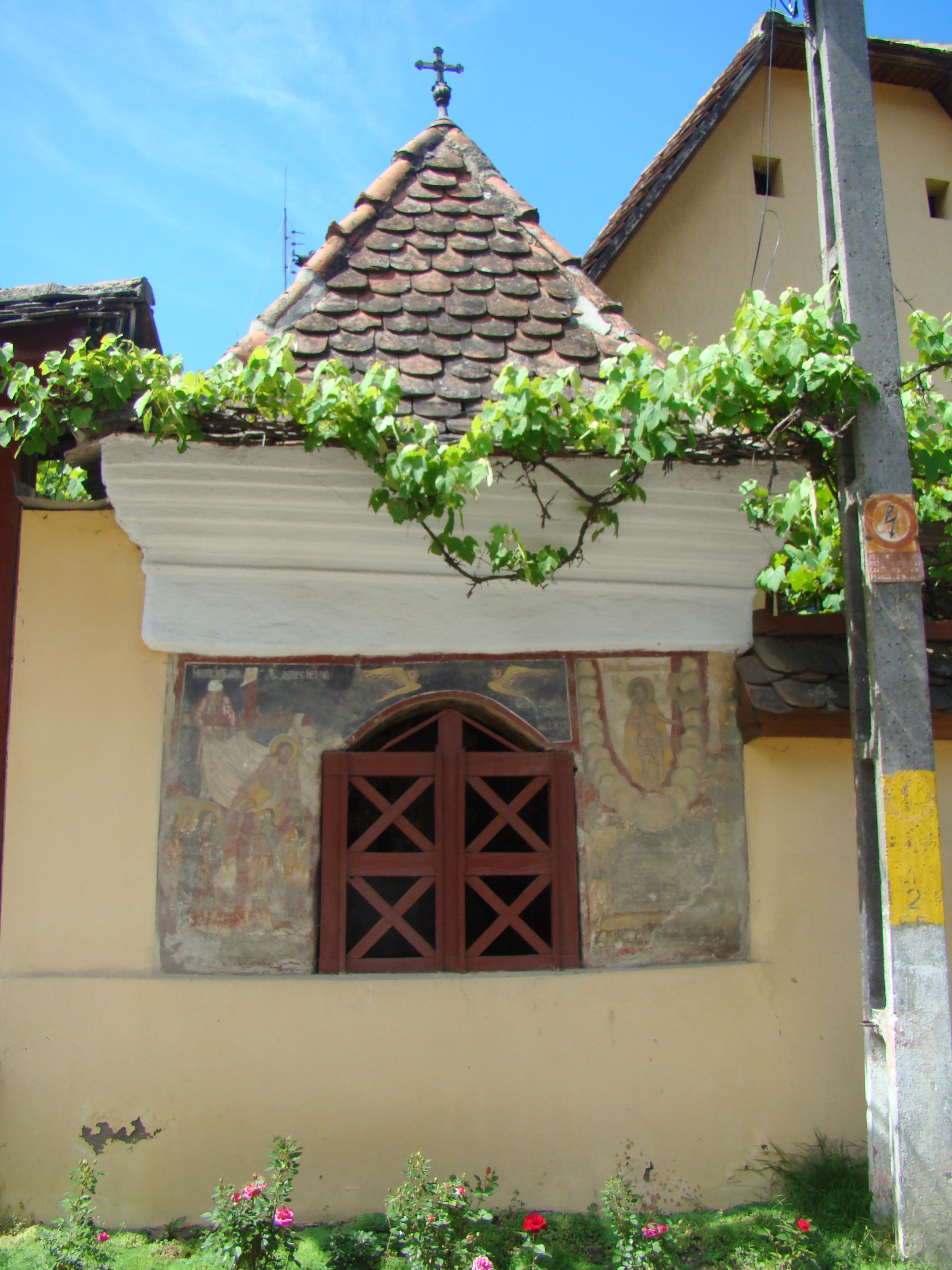
A doua troiţă din Sibiel, monument istoric, lângă casa cu nr.166
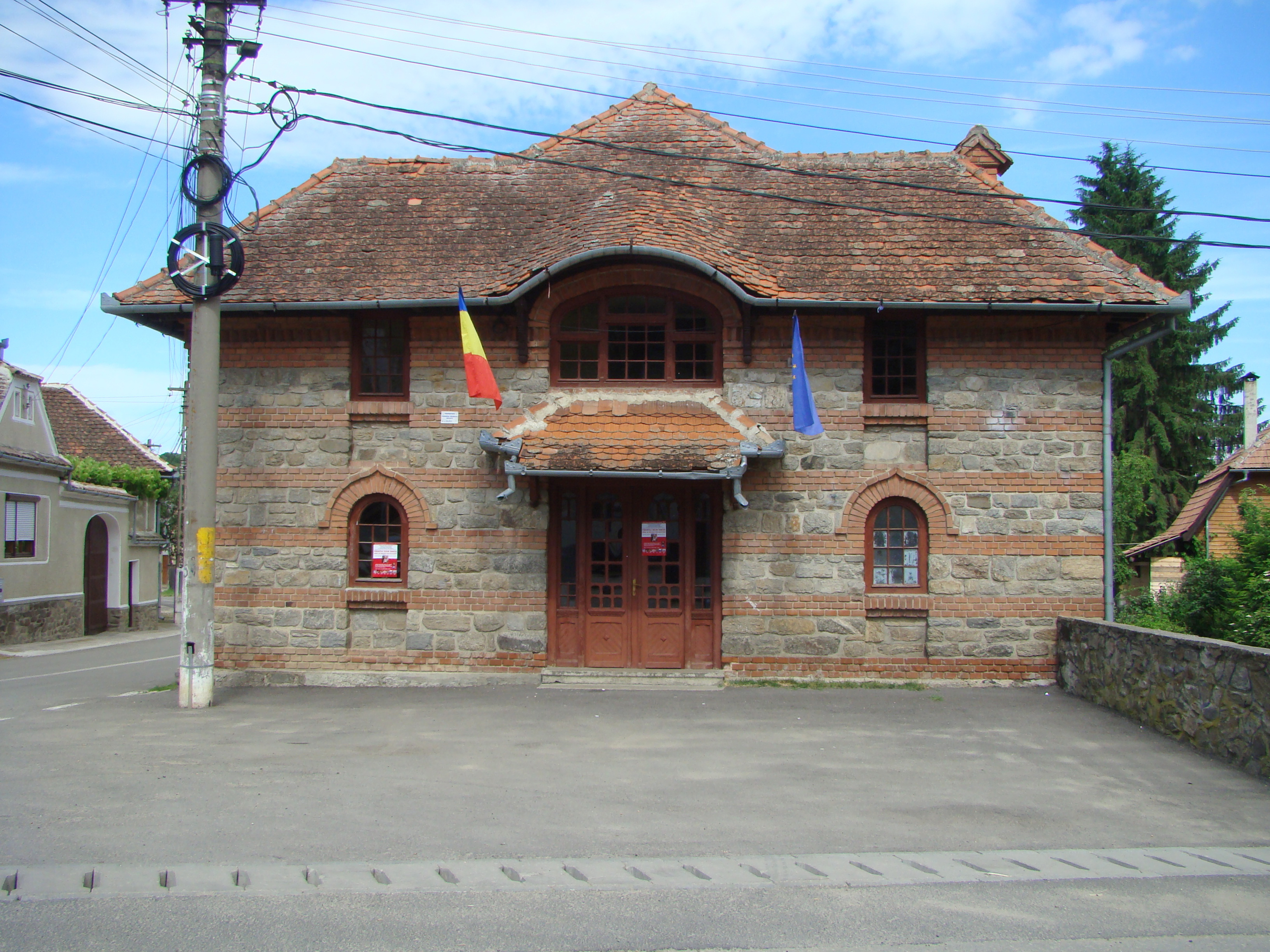
Căminul cultural
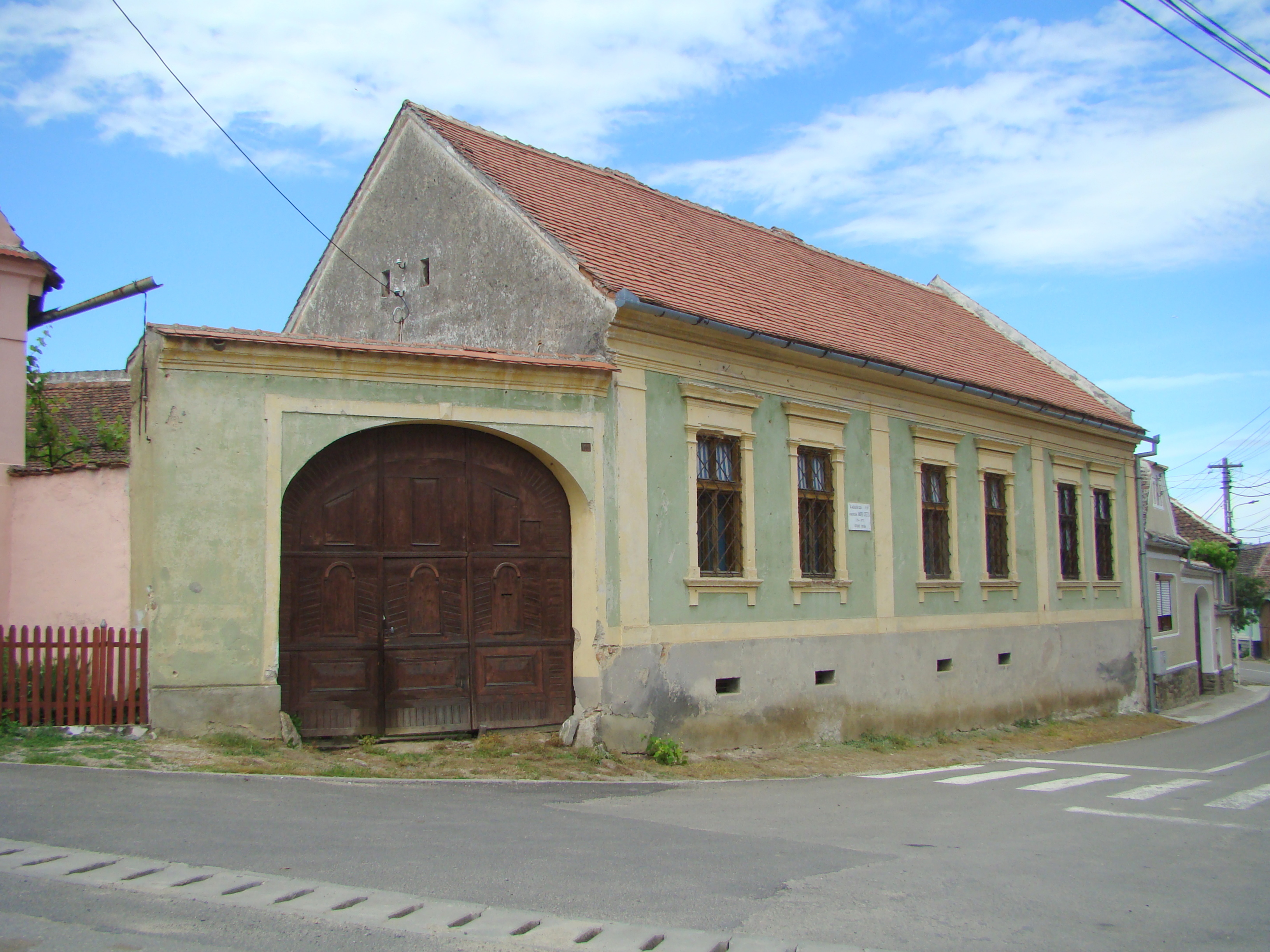
Casa în care a locuit istoricul Andrei Oțetea
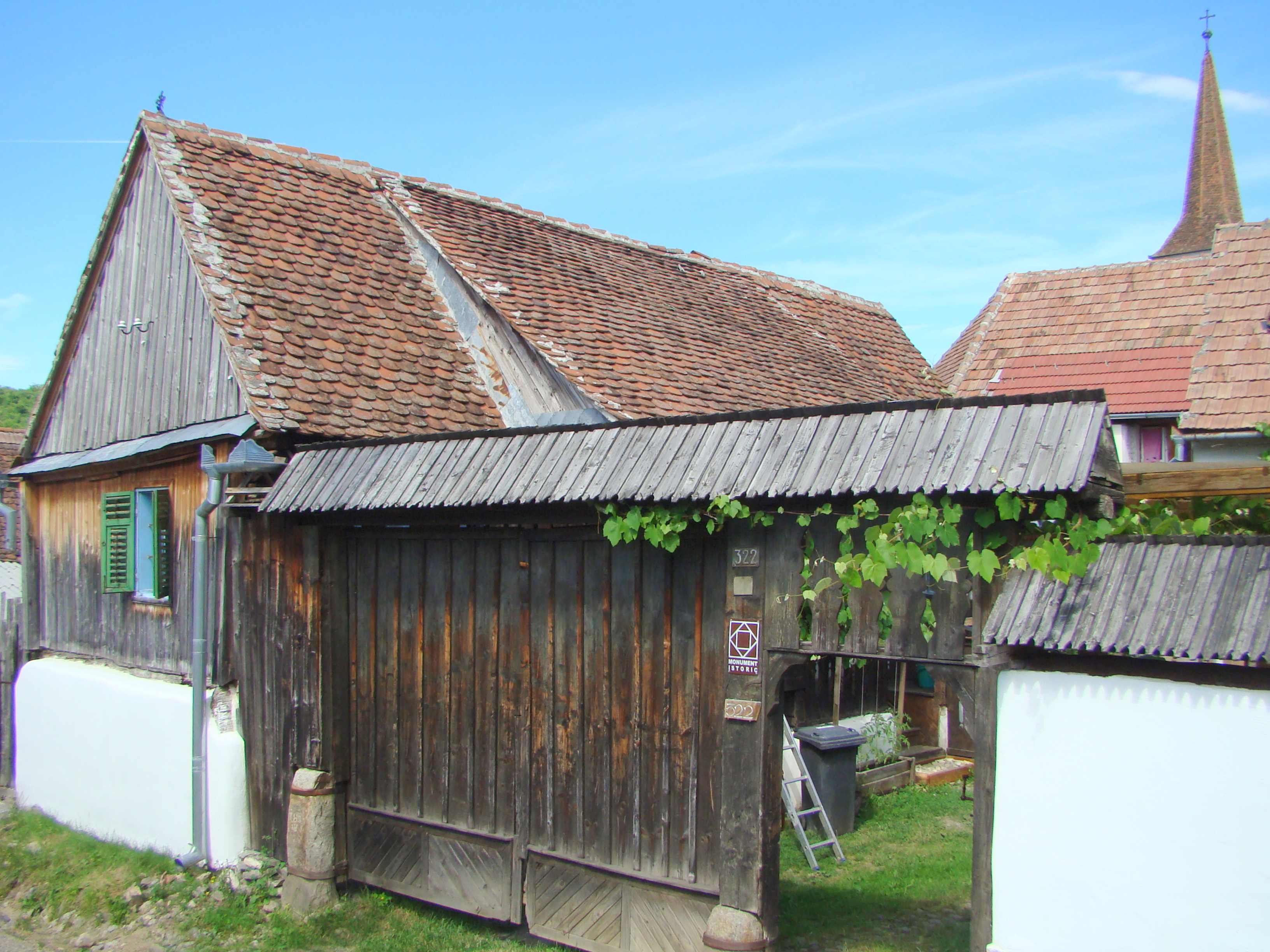
Casă de lemn (monument istoric)
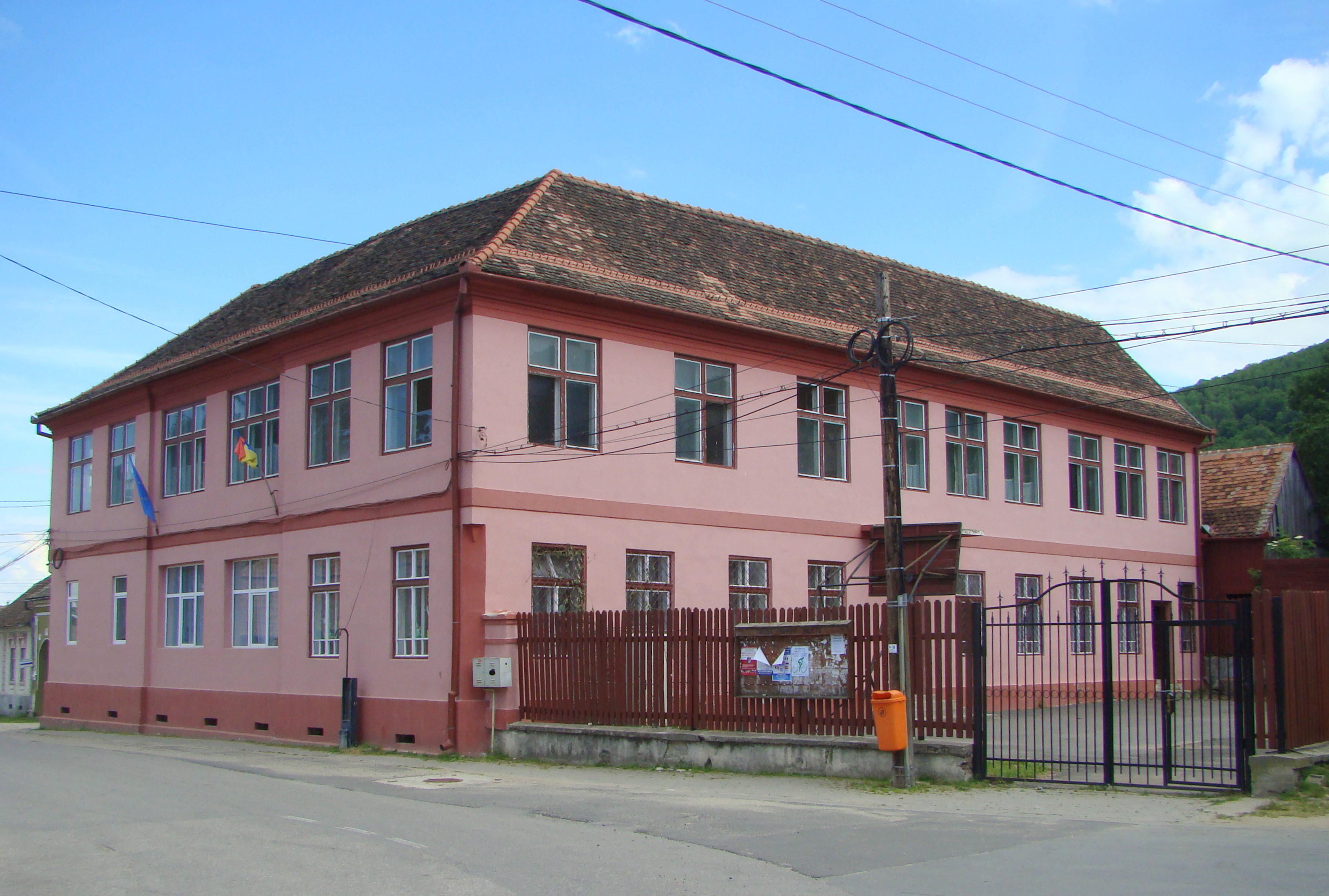
Școala
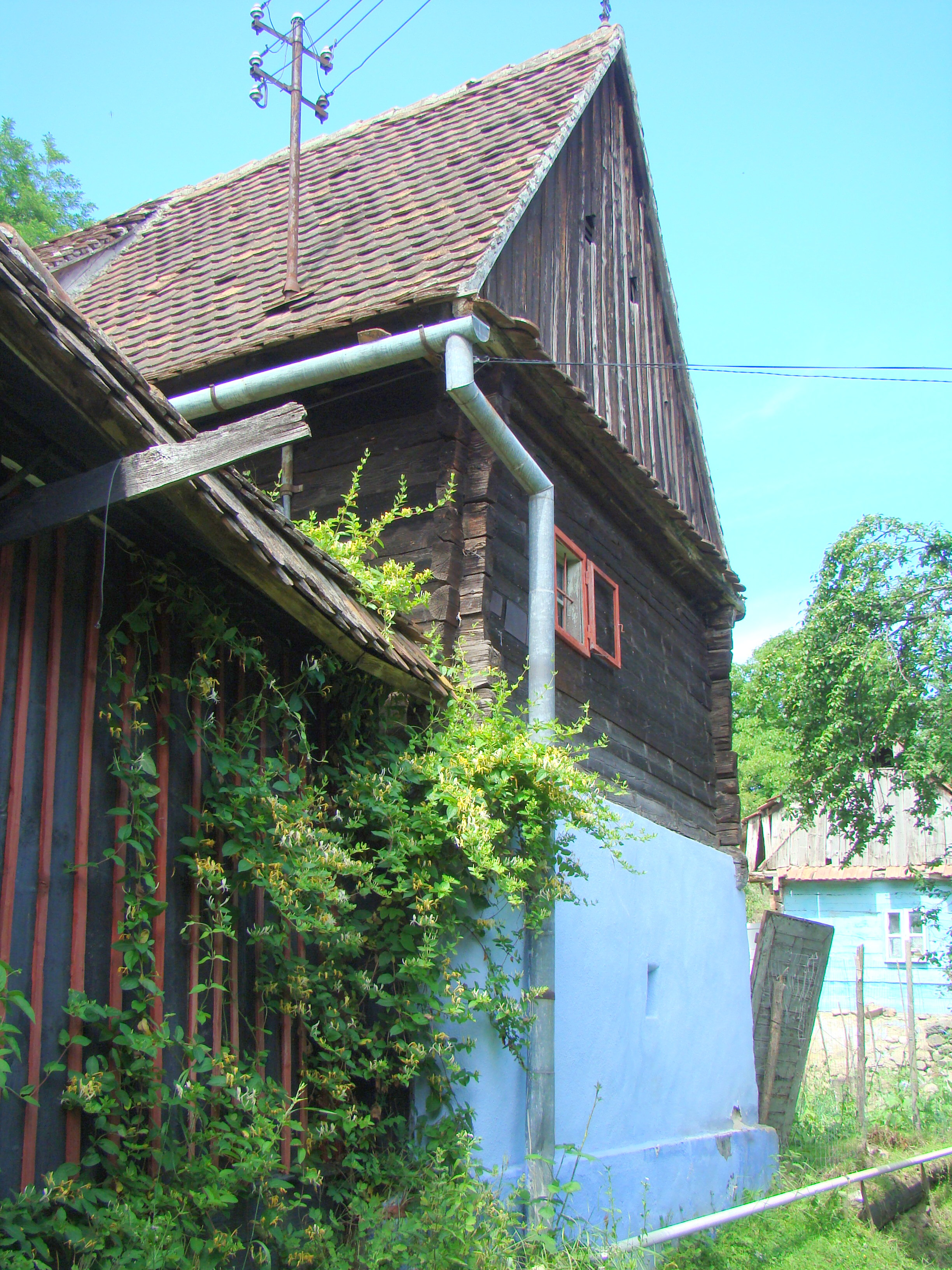
Casă de lemn, nr.151, pe valea Sibielului (monument istoric)
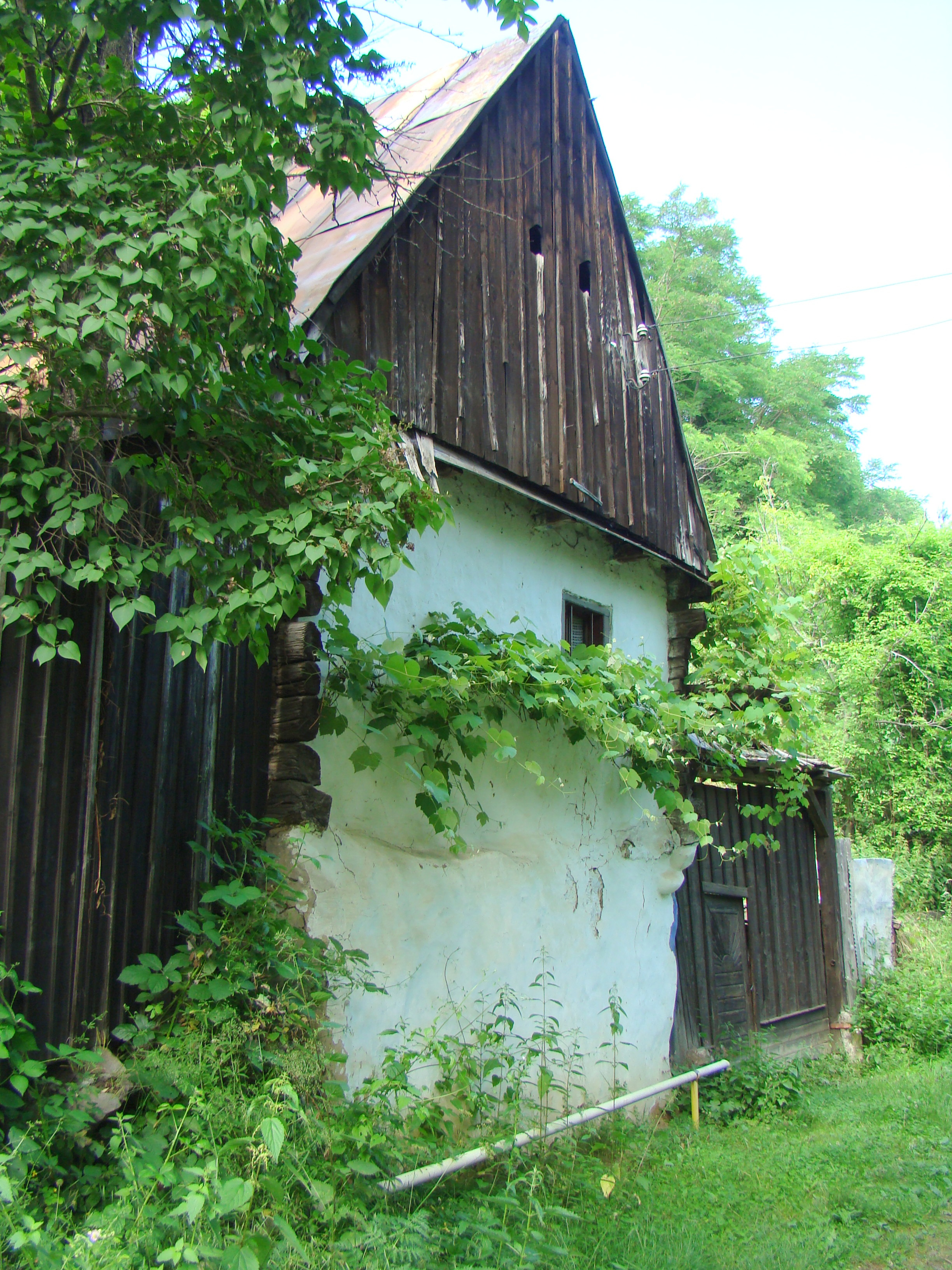
Casă, nr.152, pe valea Sibielului (monument istoric)
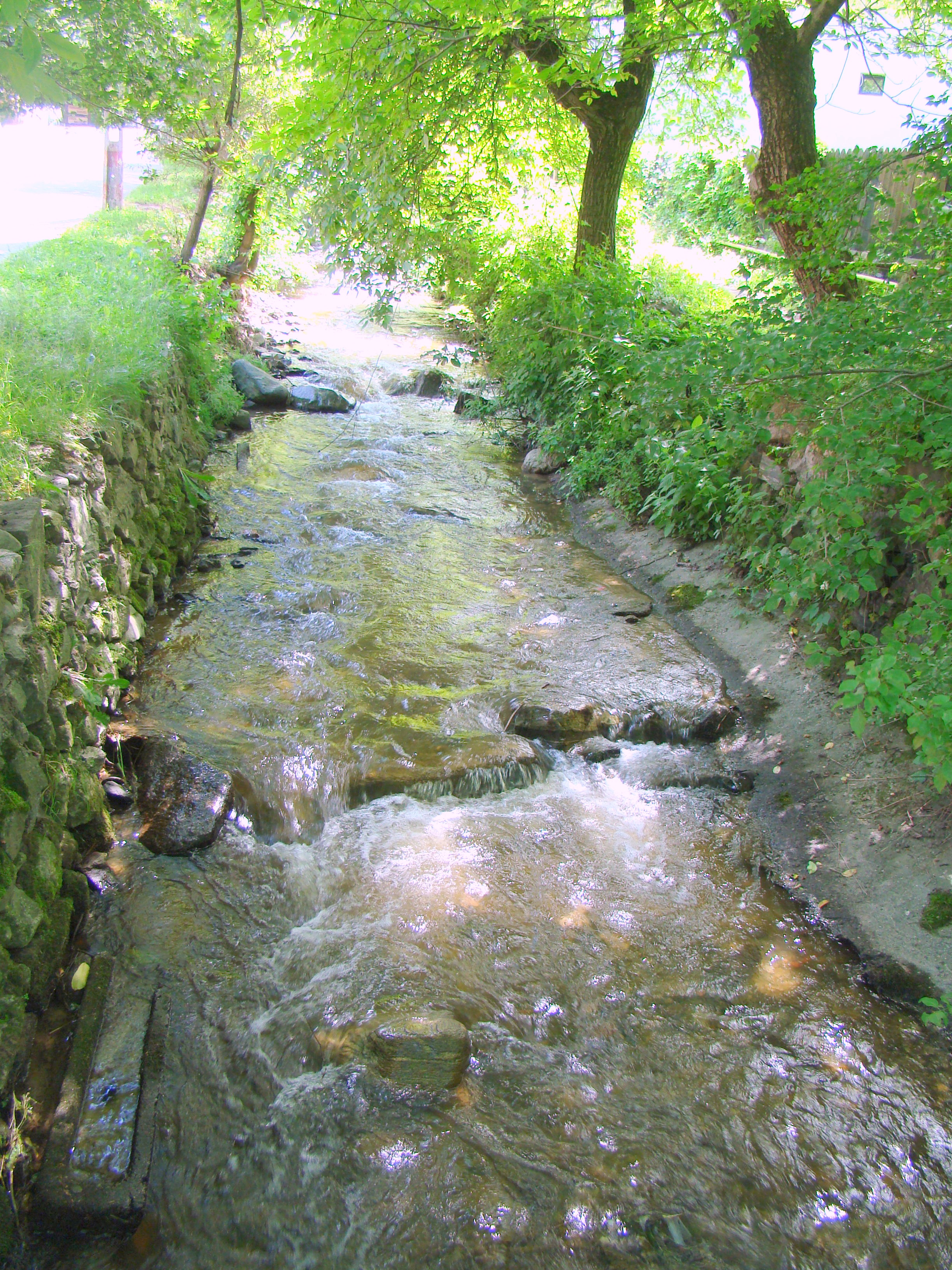
Râul Sibiel
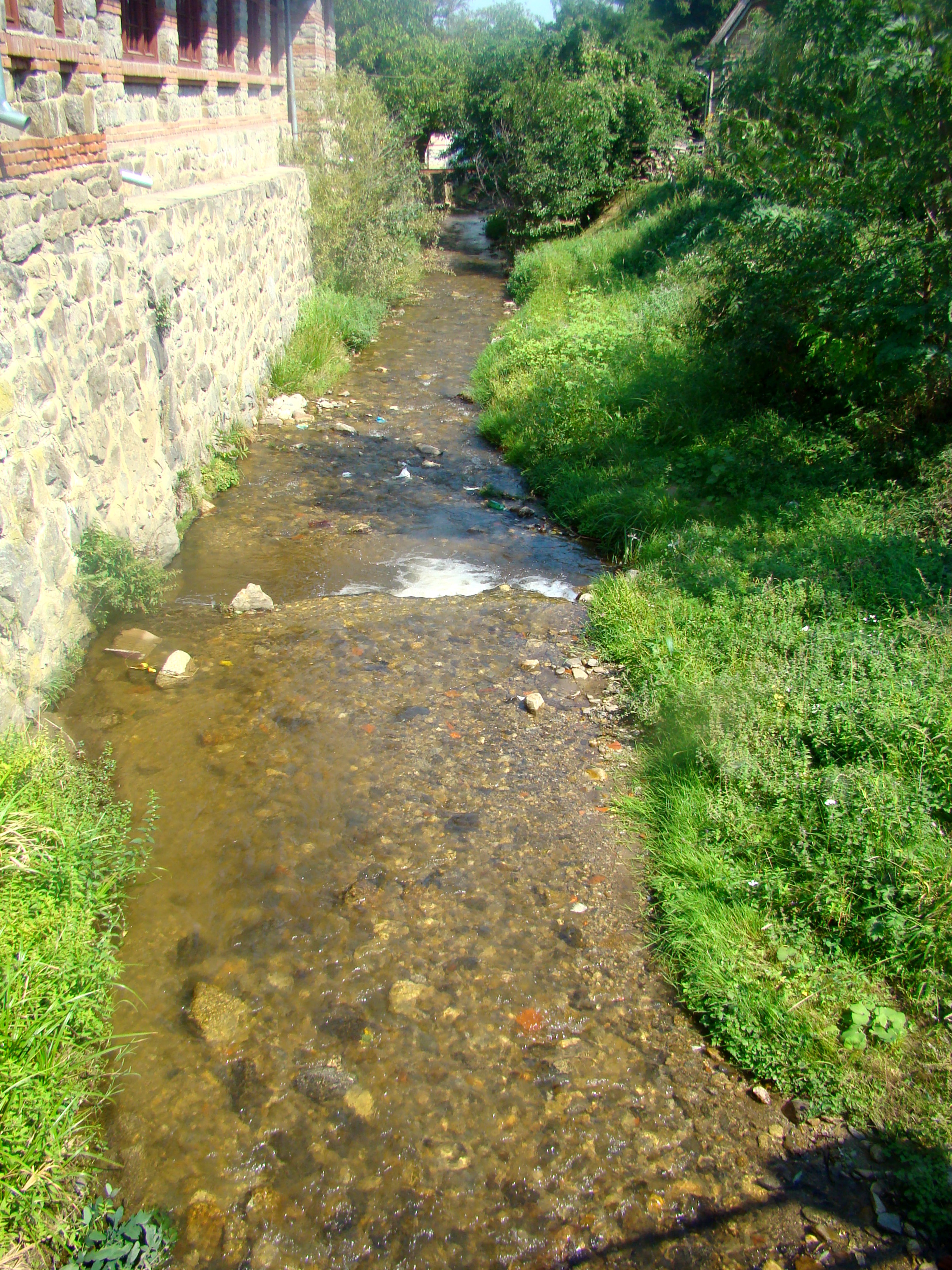
Râul Sibiel